# William Austin (Schauspieler)

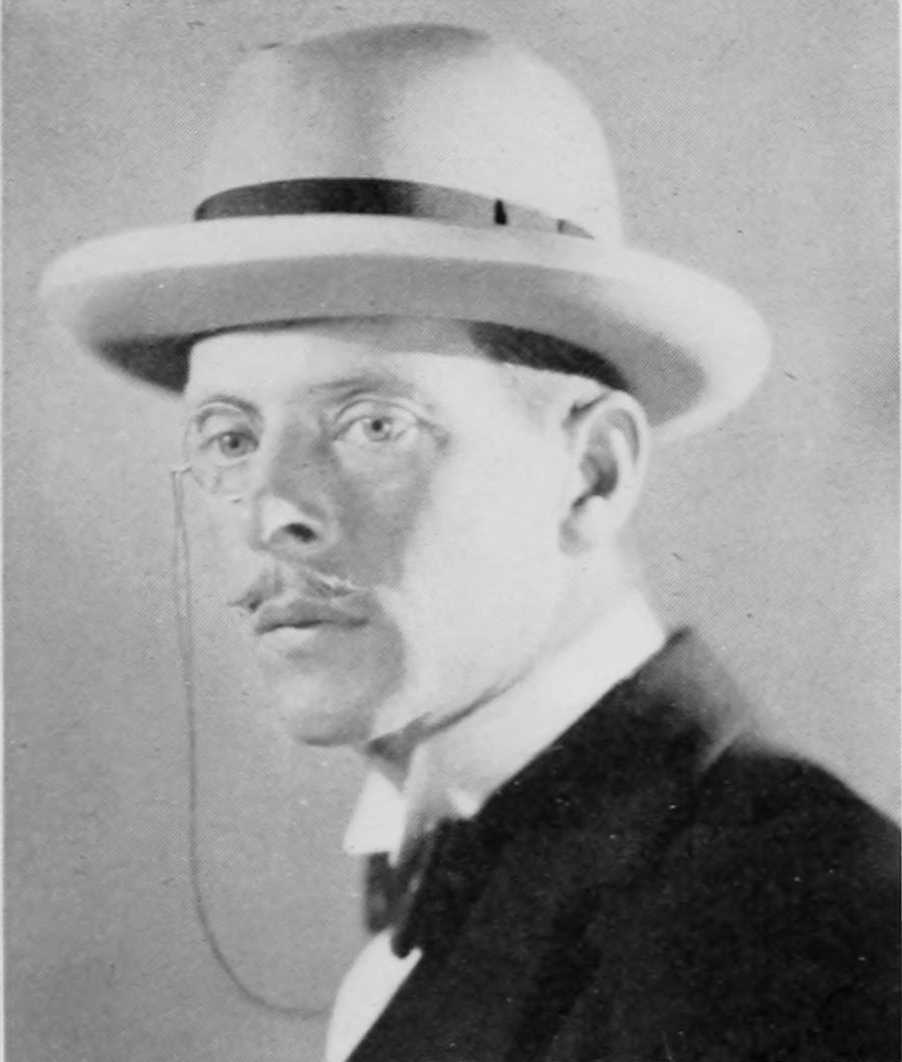
William Austin (1920er-Jahre)

William Crosby Pierce Austin (* 12. Juni 1884 in Georgetown, Britisch-Guayana; † 15. Juni 1975 in Newport Beach, USA) war ein britischer Schauspieler. Zwischen 1920 und 1947 spielte er in über 90 Filmen, überwiegend in komödiantischen Rollen. Sein Bruder war der Schauspieler Albert Austin.

## Leben
William Austin wurde auf einer Zuckerplantage in der Britisch-Kolonie Guayana als Sohn wohlhabender britischer Eltern geboren. Sein älterer Bruder war der spätere Filmschaffende Albert Austin. Nach dem Tod seines Vaters zog William von Guayana nach Großbritannien, wo er seine Schulausbildung absolvierte. Als Postangestellter arbeitete er in Shanghai und später in San Francisco. Dort entdeckte er sein Interesse an der Schauspielerei und entschied, in Kalifornien zu bleiben und Schauspieler zu werden. Möglicherweise hängt diese Entscheidung zum Berufswechsel auch mit seinem Bruder Albert zusammen, welcher während dieser Zeit als regelmäßiger Nebendarsteller zu Charlie Chaplin erfolgreich war. Nach drei Jahren als Theaterschauspieler gab William Austin im Jahre 1920 sein Filmdebüt im Stummfilm Common Sense. Im Jahre 1923 war er in zwei Stücken am Broadway zu sehen, kehrte allerdings schon bald wieder zum Filmgeschäft zurück.
William Austin spezialisierte sich auf die Verkörperung von komischen Upper-Class-Herren, oftmals mit britischem Hintergrund. Seine wohl bekannteste Stummfilmrolle spielte er 1927 als Sidekick von Clara Bow in der Komödie Das gewisse Etwas. Er drehte ebenfalls zweimal mit Laurel und Hardy: In Leichte Beute spielte Austin einen englischen Lord, welcher mit seiner Ehefrau eine Villa mieten will; und in Im Krankenhaus war er als aufgedrehter Zimmergenosse von Ollie zu sehen. Mit dem Beginn des Tonfilmes Ende der 1920er-Jahre musste sich Austin zunehmend mit kleineren Nebenrollen begnügen, allerdings gab es auch Ausnahmen wie den Gryphon in Alice im Wunderland (1933) oder den versnobten Ehemann von Ginger Rogers in Scheidung auf amerikanisch (1934). Gelegentlich spielte Austin anstelle von US-Produktionen auch in britischen Filmen, unter anderem als Duke of Cleves in Das Privatleben Heinrichs VIII. neben Charles Laughton.
Eine seiner letzten nennenswerten Rollen war Butler Alfred Pennyworth in Batman und Robin (1943), der ersten Batman-Verfilmung. Austin war ein hochgewachsener, schmächtiger Herr mit Oberlippenbart; im Kontrast dazu stand die Figur des korpulenten, bartlosen Pennyworths aus den Comics. Wegen Austins Darstellung im Film änderte man jedoch das Aussehen des Butlers in den Comics, sodass Austin bis heute das visuelle Vorbild Pennyworths ist. Nachdem er zuletzt nur noch Kleinstrollen erhalten hatte, zog sich Austin 1947 nach über 90 Filmen aus dem Schauspielgeschäft zurück. Er verstarb 1975 im Alter von 91 Jahren und wurde auf dem Pacific View Memorial Park in Corona del Mar begraben. Er war offenbar mit Dora Mae Austin (1891–1989) verheiratet, die an seiner Seite bestattet wurde.

## Filmografie (Auswahl)
- 1920: Common Sense
- 1923: Ruggles of Red Gap
- 1924: The Reckless Age
- 1925: Bräutigam auf Abbruch (The Night Club)
- 1927: Das gewisse Etwas (It)
- 1927: Laurel und Hardy: Leichte Beute (Duck Soup)
- 1927: Betty auf der Prinzenjagd (Ritzy)
- 1927: Scheidung vor der Ehe (Honeymoon Hate)
- 1927: Die Rekord- und Herzensbrecherin (Swim Girl, Swim)
- 1928: Fanfaren der Liebe (Drums of Love)
- 1929: The Mysterious Dr. Fu Manchu
- 1931: A Tailor Made Man
- 1931: Corsair
- 1932: Laurel und Hardy: Im Krankenhaus (County Hospital)
- 1933: Alice im Wunderland (Alice in Wonderland)
- 1933: Das Privatleben Heinrichs VIII. (The Private Life of Henry VIII.)
- 1934: Tanz mit mir! (The Gay Divorcee)
- 1934: Die Spielerin (Gambling Lady)
- 1934: Imitation of Life
- 1935: Öl für die Lampen Chinas (Oil for the Lamps of China)
- 1935: The Goose and the Gander
- 1935: 1,000 Dollars a Minute
- 1937: Renfrew of the Royal Mounted
- 1938: Topper geht auf Reisen (Topper Takes a Trip)
- 1938: Mysterious Mr. Moto
- 1939: Die Abenteuer des Sherlock Holmes (The Adventures of Sherlock Holmes)
- 1941: Charley’s Aunt
- 1943: Batman und Robin (Batman)
- 1943: Holy Matrimony
- 1944: Pinky und Curly (Once Upon a Time)
- 1944: Kleines Mädchen, großes Herz (National Velvet)
- 1944: The Return of the Vampire
- 1947: The Ghost Goes Wild